# Pieniążkowice

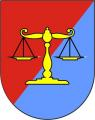
Nieoficjalny herb wsi Pieniążkowice

Pieniążkowice – wieś w Polsce położona w województwie małopolskim, w powiecie nowotarskim, w gminie Czarny Dunajec.
Wieś królewska dawniej zwana Maciejowskie, położona w drugiej połowie XVI wieku w powiecie sądeckim województwa krakowskiego, należała do tenuty nowotarskiej. W latach 1975–1998 miejscowość administracyjnie należała do województwa nowosądeckiego.

## Położenie
Miejscowość znajduje się na granicy dwóch mezoregionów: Beskidu Orawsko-Podhalańskiego i Kotliny Nowotarskiej. Przez miejscowość przepływa Potok Chorów uchodzący do Piekielnik oraz biegnie droga wojewódzka nr 958 Chabówka – Czarny Dunajec – Chochołów – Zakopane.

## Części wsi
| SIMC    | Nazwa     | Rodzaj    |
| ------- | --------- | --------- |
| 0422103 | Czopy     | część wsi |
| 1048300 | Karwacki  | część wsi |
| 0422110 | Skupnie   | część wsi |
| 0422126 | Sołtystwo | część wsi |
| 1048865 | Stochy    | część wsi |
| 0422132 | Wesołe    | część wsi |